# Fire and Water
Pour l'album de Jean-Jacques Burnel et de Dave Greenfield, voir Fire and Water (Écoutez vos murs).
Albums de Free
Free
(1969) Highway
(1970)
Singles
1. All Right Now
Sortie : mai 1970
2. Fire and Water
Sortie : 1970

Fire and Water est le troisième album studio du groupe rock britannique Free. Il est paru le 26 juin 1970 sur le label Island Records et fut produit par le groupe et John Kelly.

## Historique
Cet album fut enregistré entre janvier et juin 1970 aux Studios Trident et aux Island Studios à Londres. En mai 1970, sorti le premier single, All Right Now qui devint rapidement un hit mondial, ce qui permit à la carrière du groupe de décoller. All Right Now se classa à la 2e place des charts britanniques  et à la 4e place du Billboard Hot 100 aux États-Unis.
L'album se classa lui aussi à la 2e place au Royaume-Uni mais eut aussi du succès outre-atlantique, se classant à la 17e place aux USA et à la 34e place du Top album au Canada.
Il bénéficia de nombreuses rééditions, notamment en 2001 avec une version à treize titres et en 2012 dans une version Deluxe où il se décline en un double compact disc avec de nombreuses versions inédites où enregistrées en public des titres figurant sur l'album original.

## Liste des titres

### Album original
Face 1
| No | Titre          | Auteur                    | Durée |
| -- | -------------- | ------------------------- | ----- |
| 1. | Fire and Water | Andy Fraser, Paul Rodgers | 3:57  |
| 2. | Oh I Wept      | Rodgers, Paul Kossoff     | 4:26  |
| 3. | Remember       | Fraser, Rodgers           | 4:23  |
| 4. | Heavy Load     | Fraser, Rodgers           | 5:19  |

Face 2
| No | Titre                 | Auteur                                | Durée |
| -- | --------------------- | ------------------------------------- | ----- |
| 1. | Mr. Big               | Fraser, Rodgers, Kossoff, Simon Kirke | 5:55  |
| 2. | Don't Say You Love Me | Fraser, Rodgers                       | 6:01  |
| 3. | All Right Now         | Fraser, Rodgers                       | 5:32  |

### Titres bonus réédition 2001
| No  | Titre                            | Auteur          | Durée |
| --- | -------------------------------- | --------------- | ----- |
| 8.  | Oh I Wept (Alternate vocal take) | Rodgers, Kossof | 4:22  |
| 9.  | Fire and water (New stereo mix)  | Fraser, Rodgers | 4:24  |
| 10. | Fire and Water (BBC Sessions)    | Fraser, Rodgers | 3:08  |
| 11. | All Right Now (BBC Sessions)     | Fraser, Rodgers | 5:29  |
| 12. | All Right Now (Single version)   | Fraser, Rodgers | 4:19  |
| 13. | All Right Now (First version)    | Fraser, Rodgers | 3:31  |

### Album en version Deluxe 2012
| CD 1 1. Fire and Water 2. Oh I Wept 3. Remember 4. Heavy Load 5. Mr. Big 6. Don't Say You Love Me 7. All Right Now 8. Fire and Water (BBC Session) 9. Mr. Big (BBC Session) 10. All Right Now (BBC Session) 11. Remember (BBC In Concert) 12. Mr. Big (BBC In Concert) 13. Don't Say You Love Me (BBC In Concert) 14. All Right Now (BBC In Concert) | CD 2 1. Fire and Water (US Album Mix) 2. Oh I Wept (Alternative Vocal Version) 3. Remember (New Mix) 4. Don't Say You Love Me (New Mix) 5. All Right Now (First Version) 6. All Right Now (Single Version) 7. Fire and Water (Backing Track) 8. Fire and Water (Alternate Stereo Mix) 9. Fire and Water (Live at Fairfield Halls, Croydon) 10. Don't Say You Love Me (Live at Fairfield Halls, Croydon) 11. Mr. Big (Live at Fairfield Halls, Croydon) 12. All Right Now (Live at Sunderland Locarno Filmore North) 13. Mr. Big (Live at Sunderland Locarno Filmore North) 14. All Right Now (Take 1) 15. All Right Now (Take 2) 16. All Right Now (Take 3) |

## Musiciens
- Paul Rodgers: chant
- Paul Kossoff: guitares
- Andy Fraser: basse, piano
- Simon Kirke: batterie, percussions

## Charts
Charts album
| Pays        | Durée du classement | Meilleur classement |
| ----------- | ------------------- | ------------------- |
| Allemagne   | 5 semaines          | 30e                 |
| Canada      | 18 semaines         | 34e                 |
| États-Unis  | 27 semaines         | 17e                 |
| Norvège     | 2 semaines          | 19 e                |
| Royaume-Uni | 18 semaines         | 2e                  |

Charts singles
| Date | Single        | Chart               | Durée du classement | Position |
| ---- | ------------- | ------------------- | ------------------- | -------- |
| 1970 | All Right Now | Hot 100             | 16 semaines         | 4e       |
| 1970 | All Right Now | Single Top 100      | 10 semaines         | 5e       |
| 1970 | All Right Now | Ö3 Austria Top 40   | 15 semaines         | 6e       |
| 1970 | All Right Now | (W) Ultratop        | 18 semaines         | 6e       |
| 1970 | All Right Now | (V) Ultratop        | 12 semaines         | 10e      |
| 1970 | All Right Now | RPM Top Singles     | 14 semaines         | 4e       |
| 1970 | All Right Now | Top 100             | 18 semaines         | 4e       |
| 1970 | All Right Now | VG-lista            | 2 semaines          | 9e       |
| 1970 | All Right Now | Mega Top 50         | 10 semaines         | 8e       |
| 1970 | All Right Now | UK Singles Chart    | 16 semaines         | 2e       |
| 1970 | All Right Now | Schweizer Hitparade | 13 semaines         | 4e       |